# Pteroplatus dimidiatipennis
Pteroplatus dimidiatipennis là một loài bọ cánh cứng trong họ Cerambycidae.